# Prácrito
El término prácrito se refiere a un conjunto de lenguas distintas que se hablaban en la antigua India. Mientras que el sánscrito era un idioma culto utilizado por los bráhmanas (sacerdotes) en los rituales religiosos (como formalizando el hinduismo brahmánico), el prácrito fue el medio por el que se difundieron creencias heterodoxas como el jainismo (en prácrito mahārāṣṭri) o el budismo (en pāḷi). Las lenguas indoarias modernas parecen derivar directamente de esos prácritos.
La palabra española prácrito proviene del sánscrito प्राकृत prākrita: ‘original, natural, normal, ordinario, usual’, que se puede interpretar como la indicación de ‘vernacular’, en contraste con el sánscrito religioso y literario.
Las inscripciones del emperador Aśoka (272-231 a. C.), escritas en silabario brahmi, están todas en una lengua muy similar al pāḷi, pues Aśoka fue el emperador que difundió el budismo por la India. Aśoka promulgó sus edictos en su capital, Pataliputra, que fueron traducidos a varias lenguas prácritas y difundidos por medio de pilares por todo su reino.

## Tipos de prácrito
Las principales formas de las lenguas prácritas se clasifican por períodos y regiones son:
- Prácritos del período antiguo:
  - Prácrito antiguo: la lengua del imperio Maurya y de las inscripciones de Aśoka.
  - Pāḷi: la lengua del canon budista.
- Prácritos literarios medievales:
  - Śauraseni: el más cercano al sánscrito clásico.
  - Ardhamāgadhī: la lengua de los antiguos sutras jainistas.
  - Mahārāṣṭri: usado en dramas sánscritos; antecesor del actual marathi.
- Prácritos medievales no literarios:
  - Māgadhī: un prácrito oriental; usado por las clases bajas en los dramas.
  - Jain-Śauraseni: la lengua del canon dig ambara (los digambaras son los monjes jainistas que no usan ropa, mientras que los sweta ambaras visten ropas blancas).
  - Jain-Mahārāṣṭri: la lengua de los libros no canónicos de la sweta ambara.
- Apabhraṃśa: la última etapa del prácrito, caracterizado por un incremento del elemento indo-ario no sánscrito. Se trata de una lengua poética que refleja una etapa tardía del indo-ario medio, anterior al indo-ario moderno (c. siglo XII d.C.). En esta lengua se incluyen las grandes obras jainistas. En tiempos antiguos el término apabhramsa se usó para referirse a un lenguaje considerado corrupto (apa bhramsa significa en sánscrito ‘apartarse del habla correcta’). Tuvo varios dialectos, como reconocen algunas autoridades entre las que se incluye el prosista Rudrata (c. 800).

También hay que mencionar el sánscrito híbrido budista, que es un tipo de prácrito fuertemente sanscritizado y que nos es conocido por manuscritos que proceden de Asia central de los siglos III al V d. C.
El paishachi, un misterioso tipo de prácrito, era tenido en su momento como el idioma de los demonios pishachas.
De todo lo anterior se sigue que el prácrito escrito jugó un considerable papel en tres importantes campos:
- Religión: mientras que el sánscrito preservó el hinduismo brahmánico, el prácrito hizo lo propio con las tradiciones heterodoxas, como el budismo y el jainismo. La primera en pali y la segunda en maharashtri y otras formas (se dice que Mahavira, el fundador del yainismo, predicó en ardha magadhi).
- Políticas y asuntos de Estado: los Edictos de Asoka (siglo III a. C.) promulgados en su capital de Pataliputra fueron traducidos a varias lenguas prácritas y puestos en pilares por todo su reino.
- Literatura: los prácritos tuvieron un papel socio-lingüístico muy importante en los dramas sánscritos (siglo II d. C. en adelante). Mientras que los dioses, héroes y reyes se expresan en sánscrito literario, los personajes menos exaltados usan formas de prácrito; por ejemplo, las mujeres hablan en sauraseni pero cantan en maharastri. En el fondo de la escala social están los que hablan magadhi. Es algo parecido al uso del bajo alemán por los criados en las óperas de Hamburgo del siglo XVIII.

Muchas de las actuales lenguas neo-indoarias de la India proceden de las lenguas prácritas.
El prácrito fue una lengua viva hasta el siglo XII, aunque dos siglos antes comenzó a ser absorbido por el indio medio del que surgieron las lenguas vernáculas actuales. Es difícil precisar el número exacto de lenguas que hoy tienen ese origen. Unas 35 son las que tienen una mayor difusión, concretamente
hindi,
urdu,
bengalí,
guyarati,
panyabí,
marathí,
bijari,
oriya y
rayastaní,
cada una de las cuales cuenta con más de diez millones de hablantes.
Algunos eruditos restringen las lenguas prácritas a las usadas por los escritores hindúes y jainistas, pero otros incluyen las lenguas budistas, como el pali y el sánscrito híbrido budista.

## Lectura adicional
- Wikisource en inglés contiene el artículo de la Encyclopædia Britannica de 1911 sobre Prakrit.
- Pischel, R. Grammar of the Prakrit Languages. New York: Motilal Books, 1999.